# Зрівнювання
Зрівнювання (зрівноважування), (рос. уравнивание (уравновешивание), англ. balansing (adjustment), нім. Augleichung f) – математичний процес знаходження остаточного (зрівняного зрівноваженого) значення виміряних величин (при наявності надлишкових вимірювань). Як правило, при З. виконується і оцінка точності виміряних, та зрівняних величин. Застосовується при побудові маркшейдерських та геодезичних планово-висотних мереж.
Обчислення зрівняних (остаточних) значень виміряних величин L (або обчислених поправок V до вимірюваних величин) може бути приведено до рішення системи r рівнянь з n невідомими (n – число всіх вимірювань) і, очевидно, завжди r<n. Такі рівняння називають системою невизначених рівнянь, мають нескінчену кількість довільних способів і результатів рішень, що не дає можливості однозначного рішення системи. Для досягнення визначеності (однозначності) рішення задачі З. застосовується спосіб (принцип) найменших квадратів запропонований К. Гаусом. Згідно з цим способом при рівноточних вимірюваннях сума квадратів поправок V до середніх значень незалежно виміряних величин повинна бути мінімальною.
Існують наближені і строгі способи зрівнювання.
Наближені способи З. вирішують тільки основну задачу зрівнювання — узгодження результатів вимірювань. Результати зрівнювання однієї і тієї ж сукупності при наближених способах зрівнювання будуть різними в залежності від прийнятого способу.
Розрізняють наближені, близькі до строгого способи зрівнювання, наближені способи, що базуються на застосуванні апарата формул способу найменших квадратів, але з метою зменшення обсягу робіт допускаються окремі відхилення від принципу найменших квадратів, і наближені способи, розроблені щодо рішення окремих стандартних задач.
Строгі способи розділяють на дві групи: до першої належать способи, що базуються на класичному способі найменших квадратів і служать для зрівнювання незалежних величин, до другого — способи, що базуються на узагальненому способі найменших квадратів і служать для зрівнювання залежних величин. Кожна з цих груп може бути зрівняна способами: корелатним, параметричним, комбінованим чи способом готових кінцевих формул.
Зрівнювання сукупностей вимірів можна виконати і за двома умовами П. Лапласа. В цьому разі поправки вводять безпосередньо в окремі виміри. Якщо виконують зрівнювання функціонально зв'язаних кутових або метричних вимірів, то в результаті одержують відповідно систему K або систему M сукупностей вимірів. Сукупності вимірів, що не мають функціонального зв'язку при зрівнюванні приводяться до системи L сукупностей вимірів.

## ЗРІВНЮВАННЯ ГРУПОВЕ
ЗРІВНЮВАННЯ ГРУПОВЕ, (рос.) уравнивание групповое, (англ.) group balansing (adjustment), (нім.) Grup-penaug-lei-chung f – різновидність корелатного способу зрівнювання з розбивкою умовних рівнянь поправок при їх рішенні на групи. У практиці цей спосіб застосовується при зрівнюванні нівелірних мереж, де число груп може дорівнювати числу умовних рівнянь, і при зрівнюванні тріангуляції по кутах, де рівняння за Урмаєвим — Крюгером розбиваються на дві групи. У першу групу відносять тільки рівняння геометричного виду (часткові похідні дорівнюють тільки +1, -1 чи 0), не зв'язані між собою загальними кутами, у другу -всі інші рівняння. Рівняння першої групи вирішуються шляхом розподілу нев'язок всередині кожного рівняння. Коефіцієнти рівнянь другої групи перетворяться, а вільні члени обчислюються за кутами, виправленими первинними поправками. Загальні поправки дорівнюють сумі первинної і вторинної поправок.